# Simon Rom Gjerø
Simon Rom Gjerø (født 7. august 1974) er en dansk sinolog og forfatter. Han har primært markeret sig ved bogudgivelser om Kina. Indtil videre har han skrevet: Made in China: A Memoir of Marriage and Mixed Babies in the Míddle Kingdom, Earnshaw Books (2021), "Kinas nyere politiske historie - 1949 til i dag" i Kinesiske Perspektiver, Gyldendal (2013), Turen går til Beijing for Politiken (2008 og 2011) og Kaldet til Kina – Danske missionærers liv og oplevelser i Manchuriet 1893-1960 for Forlaget Univers (2008). Han har desuden været brugt på TV2 og DR som kommentator i forbindelse med OL i Beijing i 2008, og har udgivet artikler i både Danmark, Kina, Norge, England, Tyskland og Australien.
Gjerø blev uddannet cand.mag i kinesisk og moderne Østasien- og udviklingsstudier fra Aarhus Universitet og Sichuan University i 2002. Han boede i Beijing fra 2003-2013.